# 王巍 (清朝)
王巍，本籍安徽，清朝武官。1767年（乾隆32年）奉旨接任甘國寶擔任台灣鎮總兵，後並輾轉擔任兩任此任官職。是台灣清治時期此期間，受台灣道制約的台灣地區最高軍事首長。1768年，他因為於黃教民變中畏戰，遭正法。